# Fuerte Capuzzo
Fuerte Capuzzo (Ridotta Capuzzo en italiano) fue una fortificación en la Libia italiana, que formaba parte del sistema defensivo de la frontera de alambre y estaba ubicado cerca de la frontera entre Libia italiana y Egipto. Fue famoso por su participación durante la Segunda Guerra Mundial.

## Historia
Una semana antes de que Italia le declarara la guerra al Reino Unido, el 10 de junio de 1940, el 11° Regimiento de Húsares del Ejército Británico (ayudado por los elementos del 1° Regimiento Real de Tanques) capturó Fuerte Capuzzo. Unos días más tarde, la 2ª División de Camisas Negras lo reconquistó durante un ataque que alcanzó Sidi Barrani, Egipto.
En diciembre, la Fuerza del Desierto Occidental recapturó el fuerte durante la Operación Compass. Entonces fue reconquistado por el General Erwin Rommel durante su primera ofensiva, cayendo el 12 de abril de 1941.
Durante la Operación Brevity, el fuerte cambió de manos brevemente, el 15 y 16 de mayo, pero en última instancia permaneció en posesión de las fuerzas del Eje, cuando la operación falló y el Grupo de Brigadas británico se retiró. El fuerte fue recapturado por la 2° División neozelandesa el 22 de noviembre de 1941, durante la Operación Crusader.
Las fuerzas del Eje, nuevamente, tomaron posesión del fuerte después de la Batalla de Gazala antes de que el fuerte retornara al control Aliado, al final de la Segunda Batalla de El Alamein.